# Edmund von Bruiningk
Edmund von Bruiningk (* 26. Juli 1846 in Dorpat; † 9. Februar 1885 in Meran) stammte aus Estland und war ein Kunsthistoriker. Sein Hauptwerk bestand in der Sammlung von „Material für den neuen Katalog der Eremitage“, welches 1891, gemeinsam mit A. Somoff, veröffentlicht wurde.

## Leben

### Herkunft und Familie
Die Familie Bruiningk war ein deutsch-baltisches Adelsgeschlecht. Sein Vater war Ludolph August Freiherr von Bruiningk, der Landrichter in Dorpat war. Dieser war seit 1826 mit der späteren Fürstin Marie von Lieven verheiratet. Der Bruder von Edmund war der Historiker Hermann von Bruiningk (1849–1927). Edmund von Bruiningk war unverheiratet.

### Werdegang
Edmund von Bruiningk besuchte von 1859 bis 1865 die Schmidtsche Anstalt, das spätere Landesgymnasium Fellin. An der Kaiserlichen Universität Dorpat studierte er von 1866 bis 1871 Rechtswissenschaft, danach begab er sich bis 1872 auf eine Studienreise, die ihn durch Deutschland, die Schweiz und Italien führte. Ab 1872 verweilte er in Riga, übersiedelte nach Sankt Petersburg und entwickelte sich zum Kunsthistoriker. Von 1874 bis 1876 war er Attaché mit einem besonderen Aufgabenbereich und bekleidete von 1878 bis 1884 eine Gehilfenstellung bei dem Konservator der Gemäldegalerie in der kaiserlichen Eremitage, deren Leitung er später innehatte. Wissenschaftliche und kunsthistorische Studien führten ihn nach Dresden und Paris (1875–1876), und in den 1880er Jahren nach Schweden, Dänemark, Holland, Belgien, Italien und Deutschland. Gesundheitlich war er seit 1881 durch eine Lungenerkrankung in seinem Schaffen stark eingeschränkt und wurde 1884 aus seinen Ämter entlassen. Bereits im Jahr 1885 verstarb er ohne Nachkommen.

## Werke
- Material für den neuen Katalog der Eremitage. Siehe hierzu: Erimetage Impérial, Catalogue de la Galerie des Tableaux, Premier Volume, E. Bruiningk et A. Somoff, Saint-Petersbourg, 1891. (gallica.bnf.fr)